# Maria Sofia de Bavaria
Maria Sofia de Bavaria (4 octombrie 1841, Possenhofen - 19 ianuarie 1925, München) a fost ultima regină a Regatului celor Două Sicilii. A fost una din cei zece copii ai Ducelui Maximilian Joseph de Bavaria și ai Prințesei Ludovika de Bavaria. A fost sora mai mică a împărătesei Sisi a Austriei care s-a căsătorit cu împăratul Franz Joseph I.

## Regină

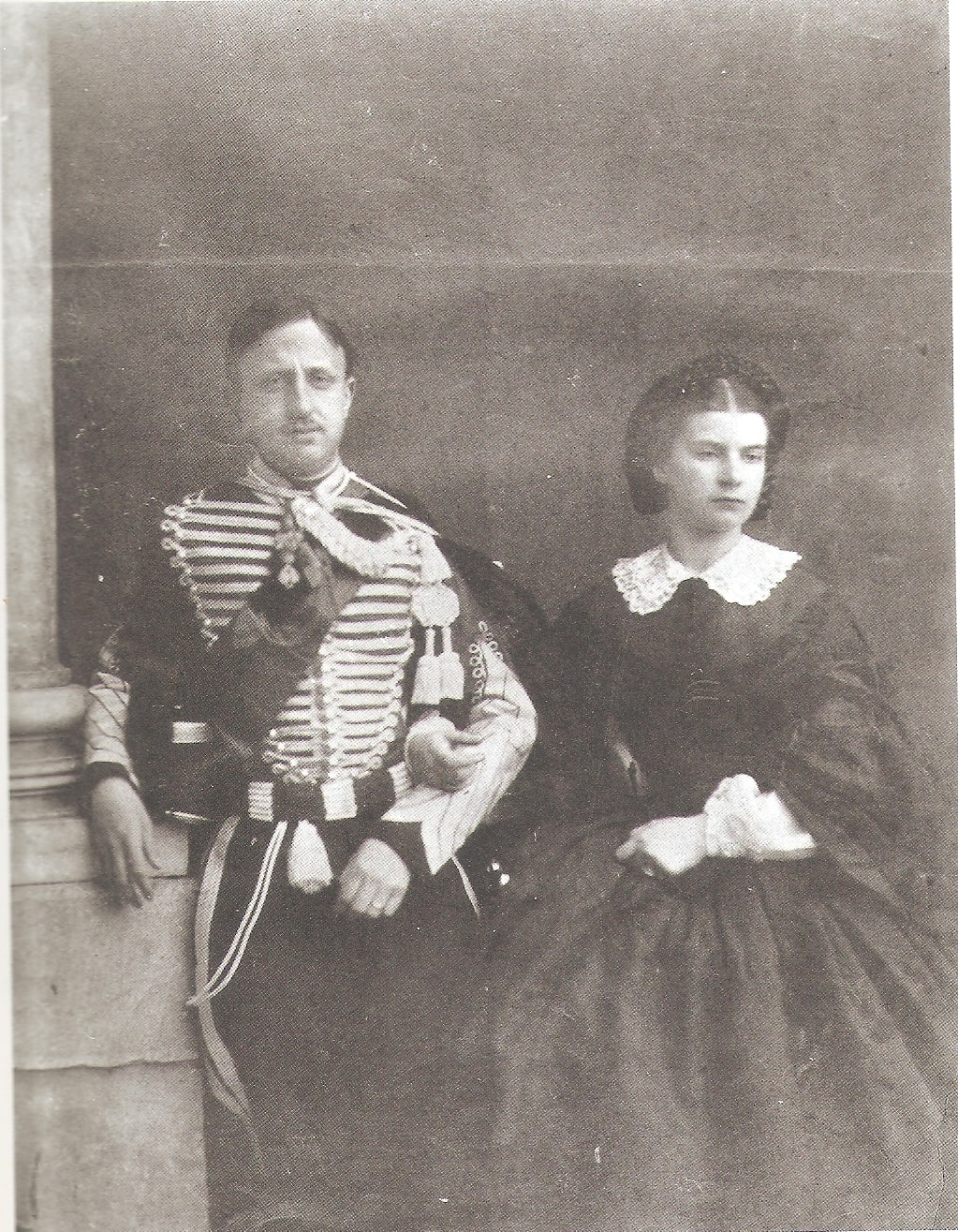
Maria Sofia și soțul ei în 1859.

Cumnată a împăratul Franz Joseph I al Austriei s-a căsătorit din motive politice cu Prințul moștenitor Francisc, fiul regelui Ferdinand al II-lea al celor Două Sicilii. Căsătoria prin procură a avut loc la München la 9 ianuarie 1859; prințul Luitpold al Bavarie (viitorul regent) l-a reprezentat pe mire.
La 13 ianuarie Maria s-a urcat în tren până la Viena - unde s-a întâlnit cu sora ei împărăteasa Elisabeta - apoi prin Trieste la bordul unei nave a ajuns la Bari unde a fost așteptată de socrul ei regele Ferdinand al II-lea, deja foarte bolnav, de Ducele de Calabria soțul ei, de cei nouă frați vitregi și de regina Maria Tereza, a doua soție a regelui, care conducea familia inclusiv pe prințul moștenitor cu autoritate prin impunerea ideilor sale ultra-conservatoare.
Ducele de Calabria era un tânăr interesat doar de opere de pietate și de viețile sfinților, nu vorbea germana în timp ce soția sa nu vorbea italiana. Suferind de fimoză n-a putut consuma căsătoria timp de mulți ani. 
După câteva luni, după decesul regelui, soțul ei a devenit regele Francisc al II-lea al celor Două Sicilii iar Maria regină la vârsta de 17 ani însă rămasă sub autoritatea soacrei. Anul următor, regatul celor Două Sicilii a fost invadat de armata lui Giuseppe Garibaldi. Maria a devenit sufletul rezistenței în timp ce armatele soțului ei, depășite, s-au refugiat la Gaeta.
Apelul la cumantului ei, împăratul austriac Franz Joseph I, foarte nepopular după înfrângerea de la Solferino și Magenta în fața armatelor împăratului Napoleon al III-lea care l-au sprijinit pe regele Victor Emanuel al II-lea al Sardiniei, a rămas fără efect în ciuda eforturile depuse de frații și surorile lui.
Familia regală a urmat corpul diplomatic și nunțiul papal și s-a închis în fortăreața de la Gaeta. Ziarele au denumit-o pe Maria "eroina de la Gaeta" în timp ce Victor Emanuel al II-lea, care spre deosebire de Francisc nu avea remușcări pentru invadarea statelor papale, a fost proclamat rege al Nepolelui apoi al Italiei.
Regatul celor Două Sicilii a fost anexat noului regat al Italiei în urma unui referendum iar familia regală a celor Două Sicilii a trebuit să caute un refugiu în ceea ce a mai rămas din Statele Papale. 

## Roma

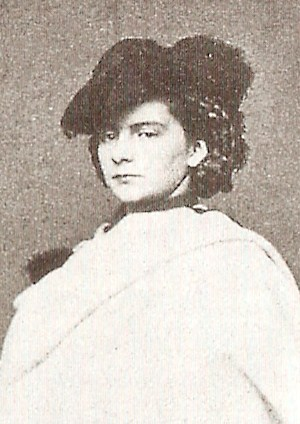
Maria Sofia de Bavaria

În timpul exilului la Roma, Maria s-a îndrăgostit de un ofițer al gărzii papale, Armand de Lawayss, și a rămas însărcinată. S-a retras la casa părinților ei, la Possenhofen, unde consiliul familiei a decis ca ea să nască în secret pentru a preveni un scandal. La 24 noiembrie 1862, Maria Sofia a născut o fiică, Daisy de Lavaysse, la mănăstirea St. Ursula din Augsburg. Copilul a fost dat imediat familiei Lawayss.
Maria Sofia a trebuit să promită că n-o să-l mai vadă niciodată pe Armand, lucru care a afectat-o profund. În ultimii ani ai vieții a suferit de depresie, despre care se crede că are rădăcini în acest eveniment din viața ei. 
Un an mai târziu, la sfatul familiei, Maria Sofia i-a mărturisit soțului ei aventura. După un timp relația celor doi s-a îmbunătățit. Francisc a suferit o operație în urma căreia a reușit să consume căsătoria iar Maria a rămas însărcinată pentru a doua oară, de data asta cu soțul ei.
La 24 decembrie 1869, după zece ani de căsătorie, Maria Sofia născut o fiică, Maria Cristina Pia. Mica prințesă s-a născut în aceeași zi cu mătușa ei, împărăteasa Elisabeta, care i-a devenit nașă. Din păcate, copilul a trăit numai trei luni și a murit la 28 martie 1870. Maria Sofia și soțul ei nu au mai avut alți copii.

## Ultimii ani
În 1870 Roma a căzut în fața forțelor italiene și regele și regina au plecat în Bavaria. Regele a murit în 1894. Maria Sofia a trăit la München apoi a plecat la Paris unde a prezidat curtea Bourbon în exil. Au existat zvonuri că a fost implicată în asasinarea regelui Umberto I al Italiei în 1900 în speranța că va destabiliza noul stat al Italiei.
În timpul Primului Război Mondial, Maria Sofia a fost activă de partea Imperiului german și Austro-Ungariei în războiul lor cu regatul Italiei.
Maria Sofia a murit la München în 1925. Din anul 1984 rămășițele ei se odihnesc alături de cele ale soțului și fiicei ei la biserica Santa Chiara din Neapole.